# Walcott (Dakota del Nord)
Walcott è un centro abitato (city) degli Stati Uniti d'America, situato nella Contea di Richland, nello Stato del Dakota del Nord. Nel censimento del 2000 la popolazione era di 189 abitanti. La città è stata fondata nel 1880. Appartiene all'area micropolitana di Wahpeton.

## Geografia fisica
Secondo i rilevamenti dell'United States Census Bureau, la località di Walcott si estende su una superficie di 2,70 km², tutti occupati da terre.

## Popolazione
Secondo il censimento del 2000, a Walcott vivevano 189 persone, ed erano presenti 49 gruppi familiari. La densità di popolazione era di 71 ab./km². Nel territorio comunale si trovavano 89 unità edificate. Per quanto riguarda la composizione etnica degli abitanti, il 99,47% era bianco e lo 0,53% apparteneva a due o più razze. La popolazione di ogni razza ispanica corrispondeva al 2,65% degli abitanti.
Per quanto riguarda la suddivisione della popolazione in fasce d'età, il 27,0% era al di sotto dei 18, il 7,4% fra i 18 e i 24, il 28,0% fra i 25 e i 44, il 23,3% fra i 45 e i 64, mentre infine il 14,3% era al di sopra dei 65 anni di età. L'età media della popolazione era di 36 anni. Per ogni 100 donne residenti vivevano 107,7 maschi.